# Messier 79
Messier 79 sau M79 este un roi de stele globular.